# 2007 TU24

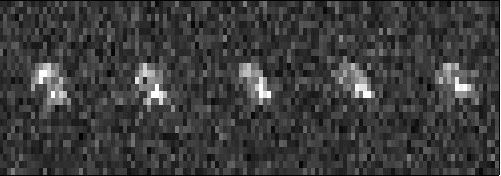
Eerste lage resolutie (circa 20 meter per pixel) radar-opnamen van 2007 TU_{24}, op 24 januari 2007 gemaakt met de Goldstone Solar System Radartelescoop bij Barstow in de Californische Mojavewoestijn.

2007 TU24 is een planetoïde met een diameter van circa 250 meter, die op 29 januari 2008 om 09:33 uur (Midden-Europese Tijd) de aarde passeerde op een afstand van 538.000 kilometer - iets buiten de omloopbaan van de maan.
Tijdens deze passage was de planetoïde, die op 11 oktober 2007 voor het eerst met een professionele telescoop vanuit de Verenigde Staten werd waargenomen, zichtbaar voor (amateur)telescopen van ten minste drie inch (7,6 cm).
Gegeven het totale aantal zogenaamde near-Earth planetoïden van deze en vergelijkbare grootte (door NASA geschat op ongeveer 7.000), is de verwachting gerechtvaardigd dat een object als 2007 TU24 gemiddeld ongeveer eens per vijf jaar de aarde op een soortgelijke afstand passeert.
Een daadwerkelijke botsing met de aarde mag voor objecten van dit formaat circa eens per 37.000 jaar worden verwacht.
Zou 2007 TU24 bij zo'n botsing betrokken zijn geweest, dan zou een inslag op land minstens een krater ter grootte van een stad, lokale verwoestingen en een aardbeving met een kracht van 7 op de schaal van Richter hebben veroorzaakt. In tegenstelling tot wat de meeste mensen denken, zal een inslag op zee waarschijnlijk niet leiden tot een tsunami, maar desalniettemin desastreuze gevolgen hebben.